# Nindorf (près Meldorf)
Pour les articles homonymes, voir Nindorf.
Nindorf est une commune allemande du Schleswig-Holstein, située dans l'arrondissement de Dithmarse (Kreis Dithmarschen), immédiatement à l'est de la ville de Meldorf. Nindorf est l'une des 24 communes de l'Amt Mitteldithmarschen (« Moyenne-Dithmarse ») dont le siège est à Meldorf.

## Personnalités liées à la ville
- Walter Oesau (1913-1944), aviateur né à Nindorf.